# Municipio de Carlton (Míchigan)
El municipio de Carlton (en inglés: Carlton Township) es un municipio ubicado en el condado de Barry en el estado estadounidense de Míchigan. En el año 2010 tenía una población de 2391 habitantes y una densidad poblacional de 25,87 personas por km².

## Geografía
El municipio de Carlton se encuentra ubicado en las coordenadas 42°43′28″N 85°15′11″O / 42.72444, -85.25306. Según la Oficina del Censo de los Estados Unidos, el municipio tiene una superficie total de 92.43 km², de la cual 90,99 km² corresponden a tierra firme y (1,56 %) 1,44 km² es agua.

## Demografía
Según el censo de 2010, había 2391 personas residiendo en el municipio de Carlton. La densidad de población era de 25,87 hab./km². De los 2391 habitantes, el municipio de Carlton estaba compuesto por el 96,4 % blancos, el 0,38 % eran afroamericanos, el 0,79 % eran amerindios, el 0,21 % eran asiáticos, el 0,67 % eran de otras razas y el 1,55 % eran de una mezcla de razas. Del total de la población el 2,55 % eran hispanos o latinos de cualquier raza.